# سيس ستام
بيتر ستيغر (بالهولندية: Cees Stam)‏ مواليد 2 نوفمبر 1945 في سويسرا، هو دراج سويسري سابق.

## الميداليات
| الميدالية | المسابقة                               |
| --------- | -------------------------------------- |
| ذهبية     | بطولة العالم للدراجات على المضمار 1992 |

## روابط خارجية
- سيس ستام على موقع أرشيف الدراجات (الإنجليزية)